# Rio Cacequi
Le rio Cacequi est un cours d'eau de l’État du Rio Grande do Sul. Il peut être le siège de forts courants responsables de noyades.